# Плотина (Свердловская область)
Плоти́на — упразднённый в декабре 2019 года посёлок в Невьянском районе Свердловской области. В рамках муниципального устройства, посёлок входил в Невьянский городской округ.

## Географическое положение
Посёлок Плотина располагался к северу от Екатеринбурга, к югу от Нижнего Тагила и в 28 км к югу от районного центра — города Невьянска. Посёлок был расположен на северо-западном берегу Аятского озера, откуда вытекала река Аять, зарегулированная плотиной, отчего и пошло название поселения.
Ближайшие населённые пункты: Шайдуриха, Пьянково, Кунара.

## История
В 1967 году на северо-западном берегу Аятского озера была построена охотничье-рыболовная база Свердловского областного общества рыбаков и охотников.
В октябре 2019 года был внесён законопроект об упразднении посёлка Плотина. Законом Свердловской области от 24 декабря 2019 года посёлок был упразднён.

## Население
Постоянного населения посёлок не имеет, однако есть несколько домов, в которых в летнее время проживают дачники.
| 2002 | 2010 |
| ---- | ---- |
| 0    | →0   |